# Rhopalothrix inopinata
Rhopalothrix inopinata är en myrart som beskrevs av De Andrade 1994. Rhopalothrix inopinata ingår i släktet Rhopalothrix och familjen myror. Inga underarter finns listade i Catalogue of Life.